# Novembre 1792

## Événements
- 1er novembre : Jean-Baptiste Bessières, futur maréchal d'Empire, entre au 22e régiment des chasseurs à cheval.

- 6 novembre : victoire française de Dumouriez à la bataille de Jemmapes sur l'Autriche.

- 13 novembre : bataille d'Anderlecht.

- 14 novembre : entrée des troupes françaises à Bruxelles.

- 15 novembre : le comte d’Aranda est remplacé en Espagne par Manuel Godoy comme secrétaire d'État[1].

- 19 novembre, France : décret promouvant la guerre de propagande. Il accorde « fraternité et secours à tous les peuples qui voudront conquérir leur liberté ». Décret précisant la politique que les généraux doivent suivre dans les pays qu'ils occupent : destruction de l'Ancien Régime, abolition des droits féodaux, saisie des biens d'Église.

- 20 novembre, France : épisode de « l'armoire de fer », contenant des documents permettant d'accuser le roi de haute trahison.

- 21 novembre au 1er décembre :siège de Namur

- 27 novembre : 
  - la France annexe la Savoie. Création du département du Mont-Blanc.
  - bataille de Varoux.

- 28 novembre : entrée des troupes françaises à Liège.

- 30 novembre : 
  - France : suppression du tribunal extraordinaire.
  - Entrée des troupes françaises à Anvers.

## Naissances
- 2 novembre : Engelbert Sterckx, cardinal belge, archevêque de Malines († 4 décembre 1867).
- 8 novembre : Philippe Musard, compositeur et chef d'orchestre français († 30 mars 1859).
- 16 novembre : Émile Puillon Boblaye (mort en 1843), militaire, géographe et géologue français[2].
- 19 novembre :
  - Amable Villiet-Marcillat (mort le 17 octobre 1863), poète français
  - Barthélemy Meilheurat (mort le 29 septembre 1841), homme politique français
  - Stanislas Barzykowski (mort le 15 mars 1872), patriote polinais
- 28 novembre : Victor Cousin, philosophe et homme politique français († 14 janvier 1867).